# Mosteiro de São Clodio

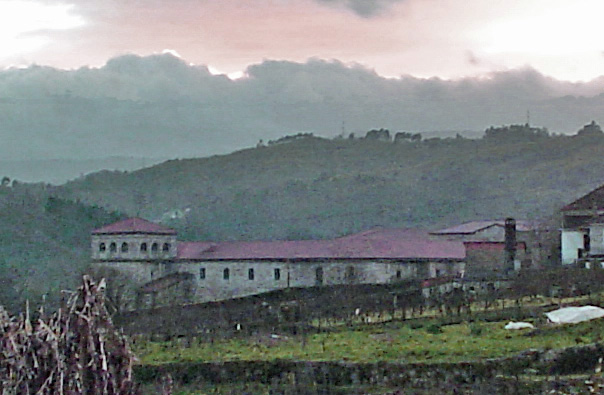
Vista geral desde o Leste

San Clodio do ribeiro é um mosteiro medieval situado na paróquia de San Clodio, concelho de Leiro na Comarca do Ribeiro, província de Ourense, Galiza, Espanha. Foi declarado Monumento Histórico Nacional em 1931.

## Fundação e história
As suas origens possivelmente se remontem ao século VI, por volta de 554 (segundo recolhe o padre Yepes na sua Crônica da ordem de São Bento), relacionando-se com os feitos ocorridos durante a persecução arriana na época  de Requila, concretamente o martírio e morte do abade de San Claudio de León e vários monges. O restante da comunidade fugiu e buscou refúgio no vale do Ávia, onde fundaram um novo mosteiro. Ainda tudo isto, à vista das fontes, resulta difícil manter a existência de uma fundação anterior ao século X.

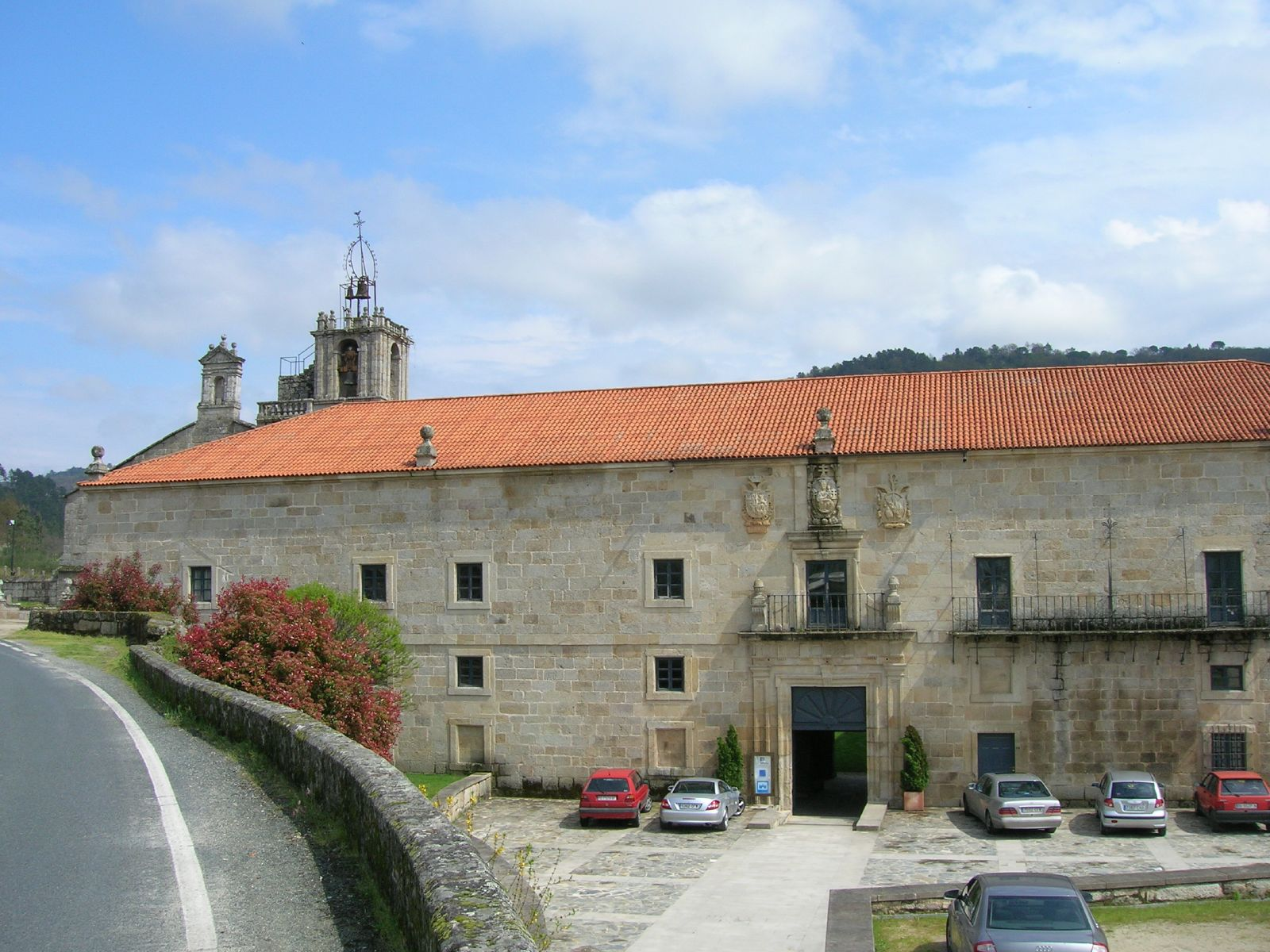
Entrada atual à recepção do Hotel

A tradição data sua fundação  em 928 por parte de Dom Álvaro e Dona Sabita como mosteiro patrimonial e dúplice, dedicando-se aos santos Clódio, Lupércio e Vitória.
Em meados do século XII, 1151 ou 1158, foi acolhida à regra de São Bento através da importante figura do Abade Pelágio, dentro da beneditinização promovida durante o reinado de Afonso VI o domínio da zona por Raimundo de Borgonha e a presidência do bispo Dalmácio, monge cluniacense, na Iria Flavia entre 1094 e 1095.
No Capítulo Geral de 1225 adscreveu-se, através do mosteiro de Melón, à ordem cisterciense.
Em 1510, dentro da reforma do clero regular impulsionada pelos Reis Católicos, o mosteiro foi cedido à Congregação cisterciense de Castela por um abade demissionário, confirmando-se a incorporação em 1530. Em 1779 tinha no seu poder quatro freguesias e quatorze coutos.
Com a desamortização foi destinada a quartel da Milícia Nacional, sendo na prática abandonado. A vida monacal retomou-se em 1891 por parte de monges beneditinos até sua conversão atual em hotel de luxo.

## Descrição
No mosteiro não ficam restos anteriores ao século XVI, em que foi totalmente reconstruído, à exceção da fachada da igreja primitiva, que é uma das únicas três cistercienses que se conservam na Galiza (as outras são as de Armenteira e Meira), e as traves românicas.

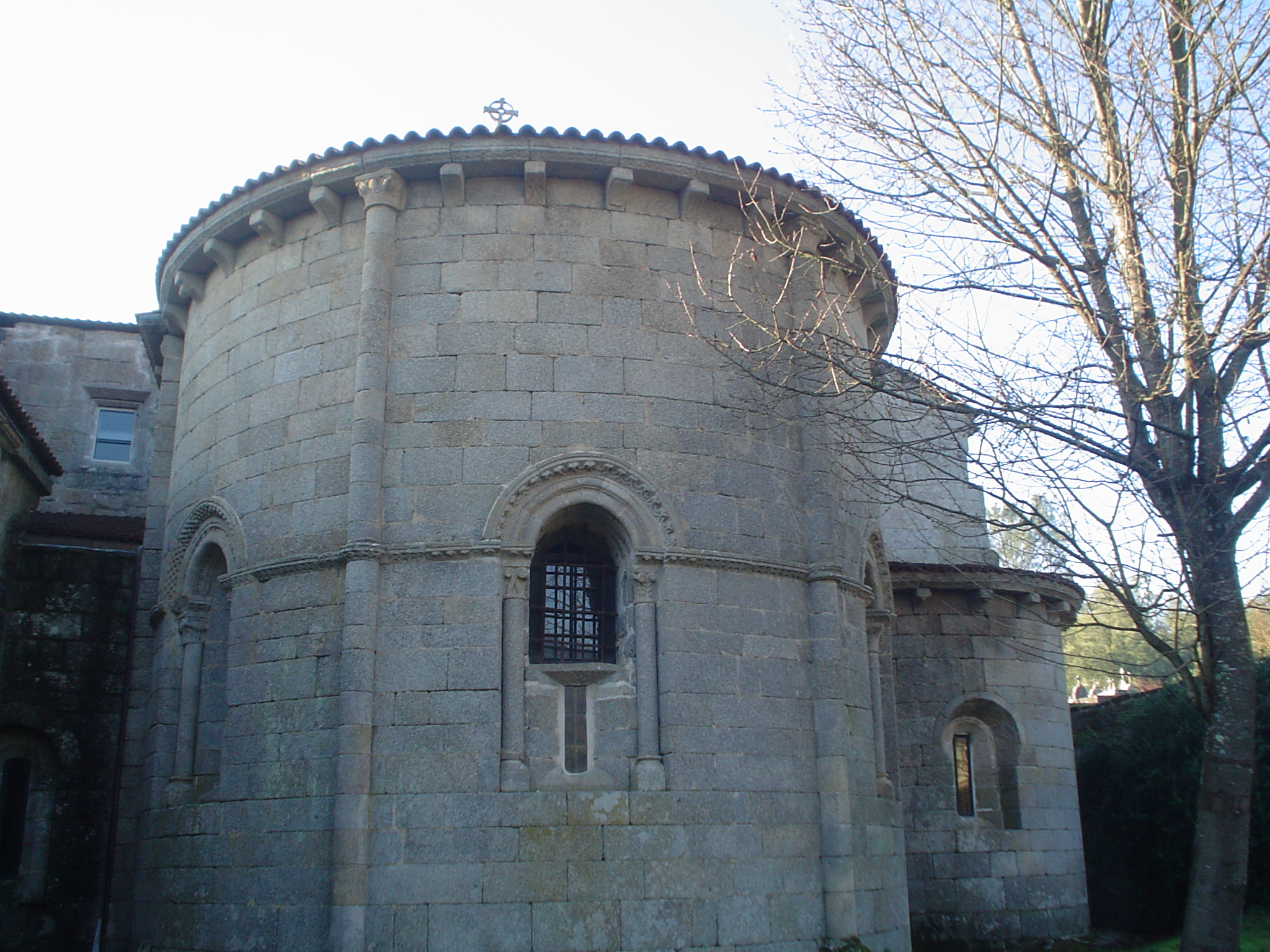
Ábsides românicas da Igreja

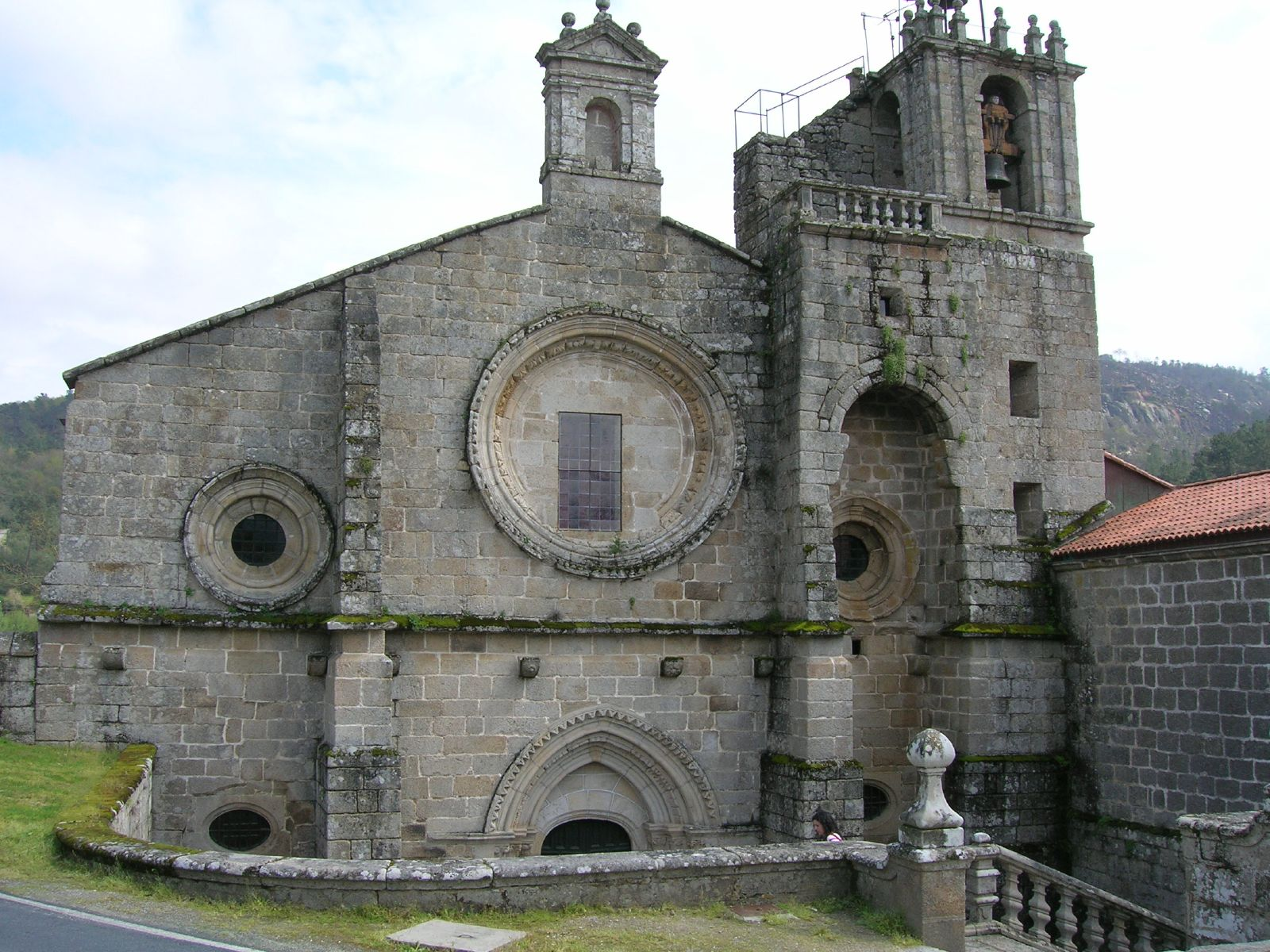
Fachada da Igreja

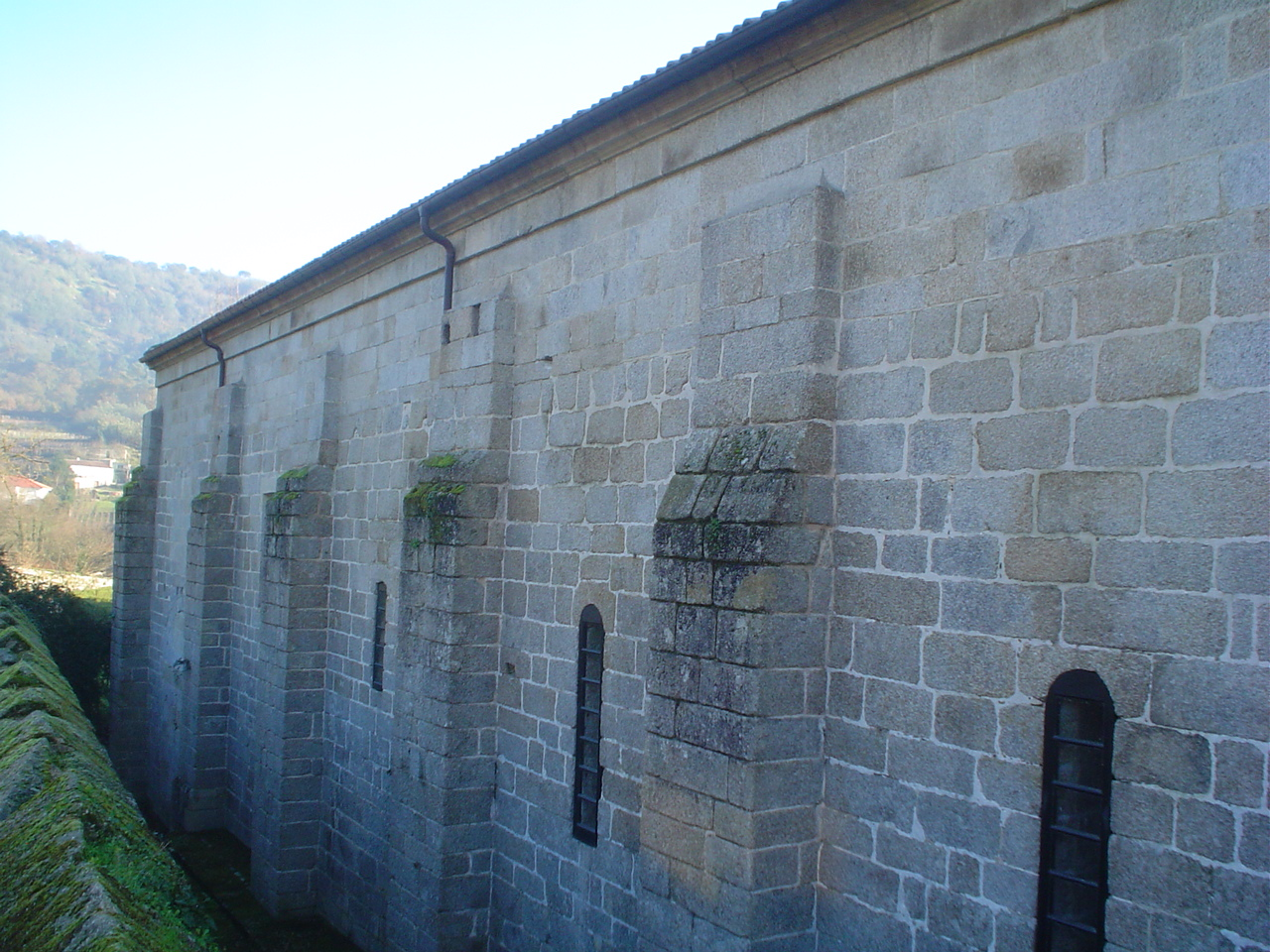
Contrafortes do exterior da nave da igreja

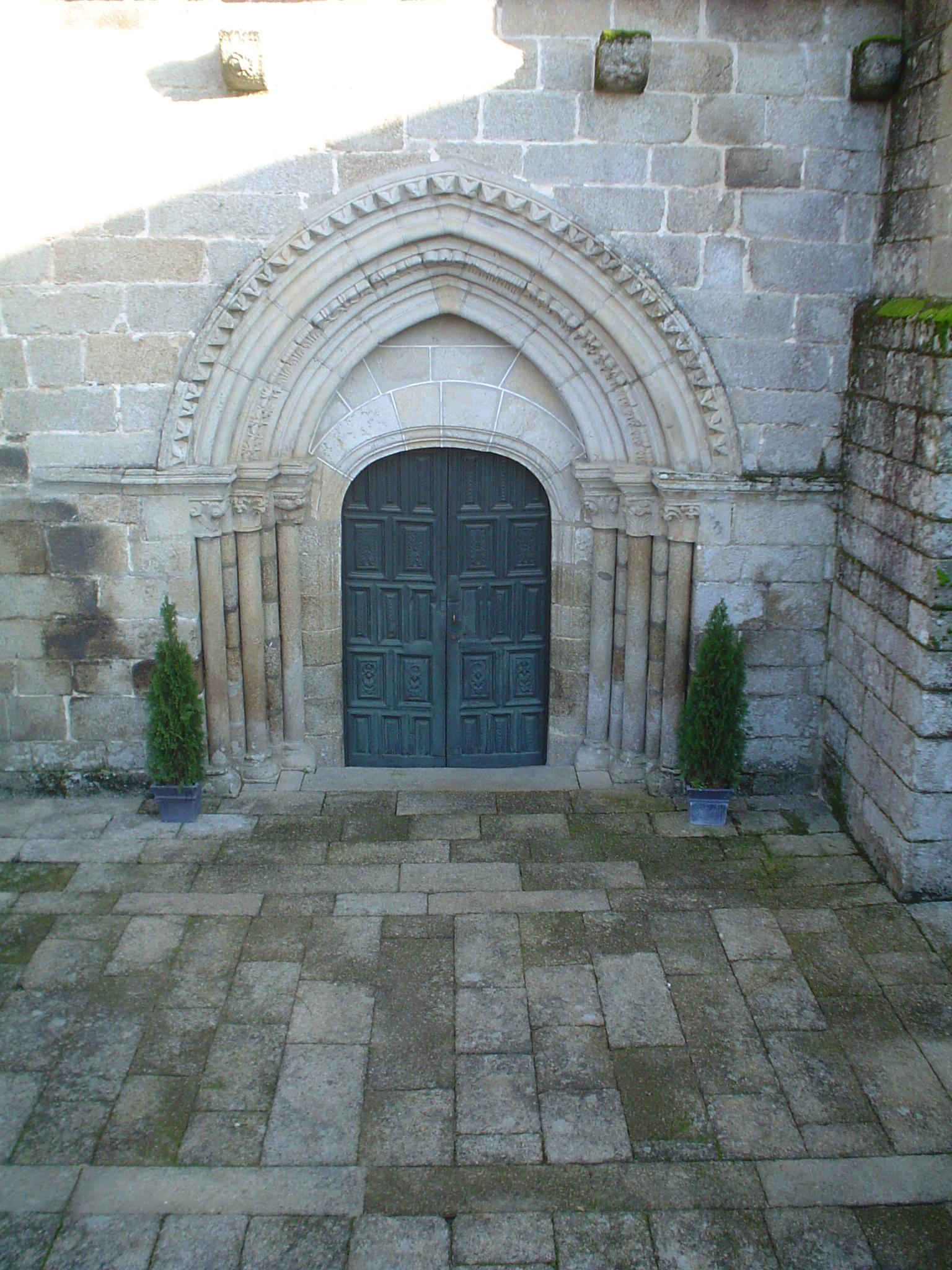
Porta de aceso ao templo

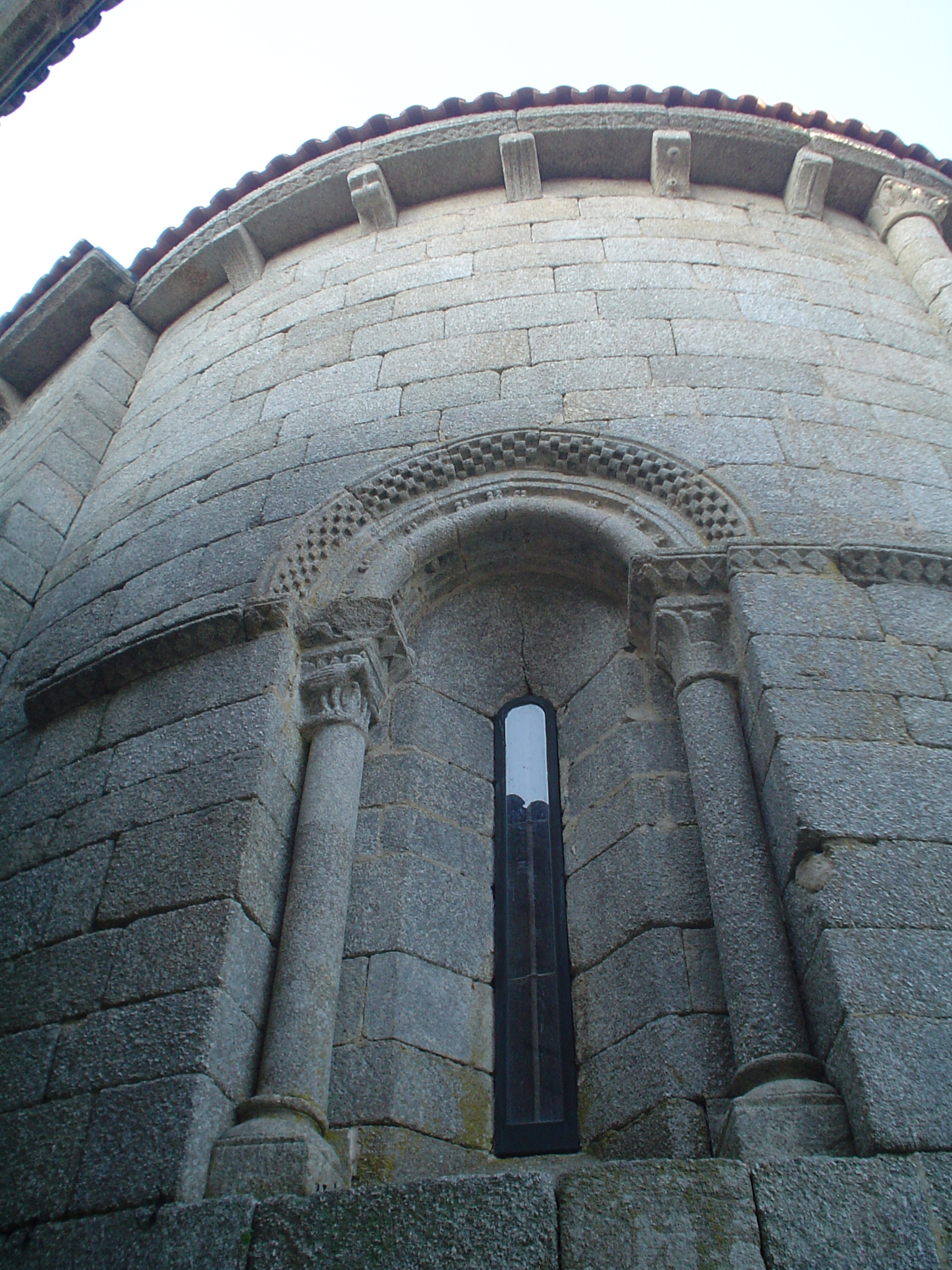
Saetera românica da absida do templo. Capitéis com animais e motivos vegetais

### A igreja
A Igreja é uma das poucas igrejas conservadas do Císter. Construída entre 1220 a 1250, é de planta basilical, de três naves de quatro trechos cada uma e com um cruzeiro que não se marca nem em planta nem em alçado, e cabeceira composta por três absides escalonadas semicirculares, das cais a central está mais destacada.
A princípio cobriam-se as naves com cobertas de madeira a duas águas (conservam-se as antigas vigas românicas), substituindo-se com a incorporação à Congregação de Castela por abóbadas nervadas que alteraram os pilares e a iluminação proveniente das janelas e rosáceas. Em nossos dias o primeiro trecho reto da abside central cobre-se com abóbadas nervadas de cruzaria quadripartida e o resto com abóbadas de canhão apontado e forno. Os arcos triunfais, igual a os forneiros e os arcos de escarção das naves laterais, são apontados.
Os capitéis do templo e as resoluções decorativas ligam-no com os mosteiros de Melón ou Oseira e outros galegos, e falam de mestres errantes.
No exterior a cabeceira mantém seus volumes  a capela central. As janelas desta capela apresentam arcos moldurados, e nas laterais reduzem-se a um simples arco liso sobre as jambas. Os beirados mostram cachorros muito simples com motivos geométricos.
A fachada do século XIII apresenta três ruas separadas mediante contrafortes, e em dois corpos mediante uma simples imposta, e três arquivoltas aboceladas e um arco escarzano  do século XVI sobre o que pende a moldura de um antiga rosácea (hoje transformada em janela retangular) e outros dois nas naves laterais, transformados em óculos sem traçaria. O conjunto termina no Sudoeste com uma torre retangular de um só piso.

### Os claustros

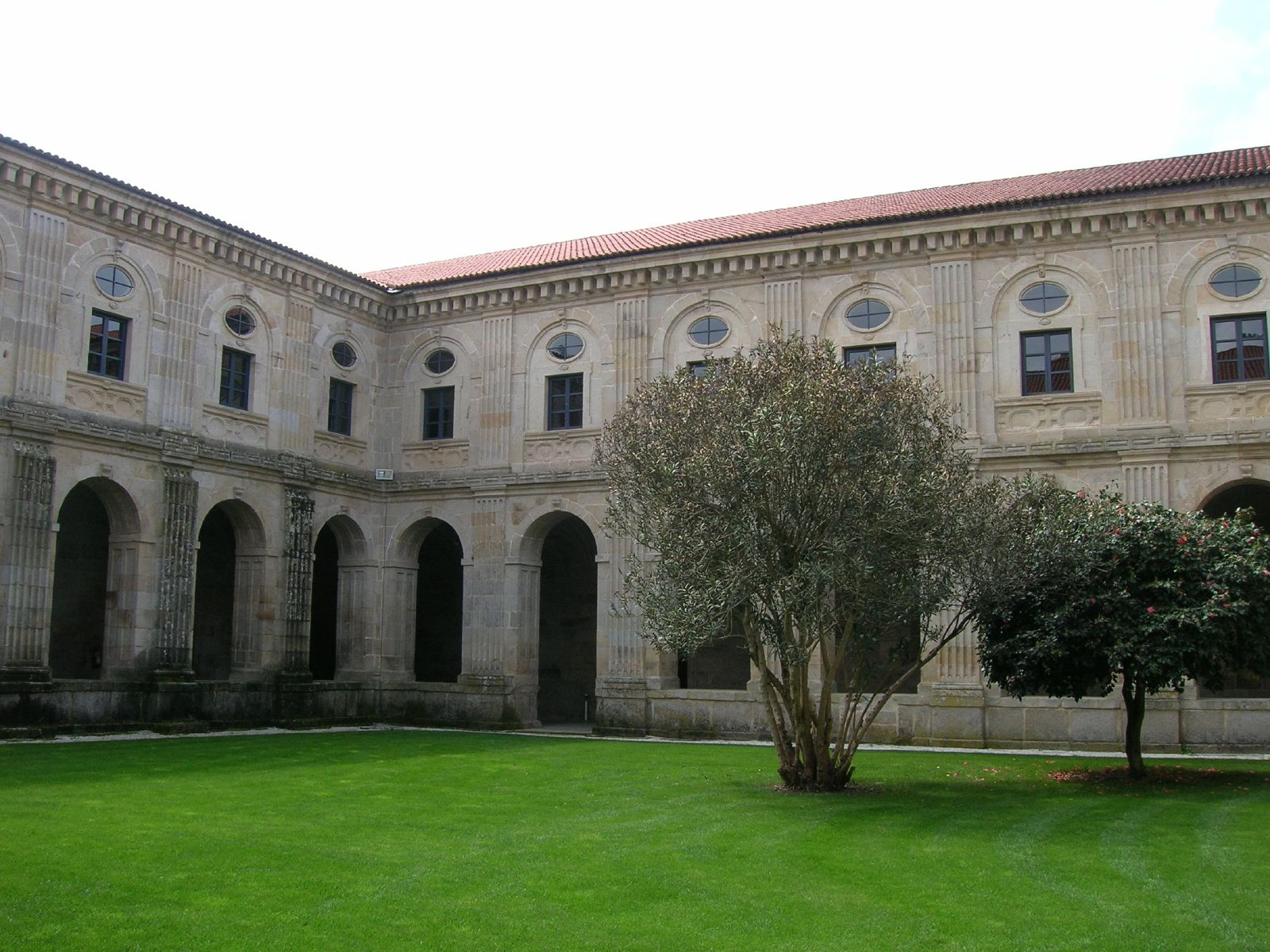
Claustro reglar ou processional

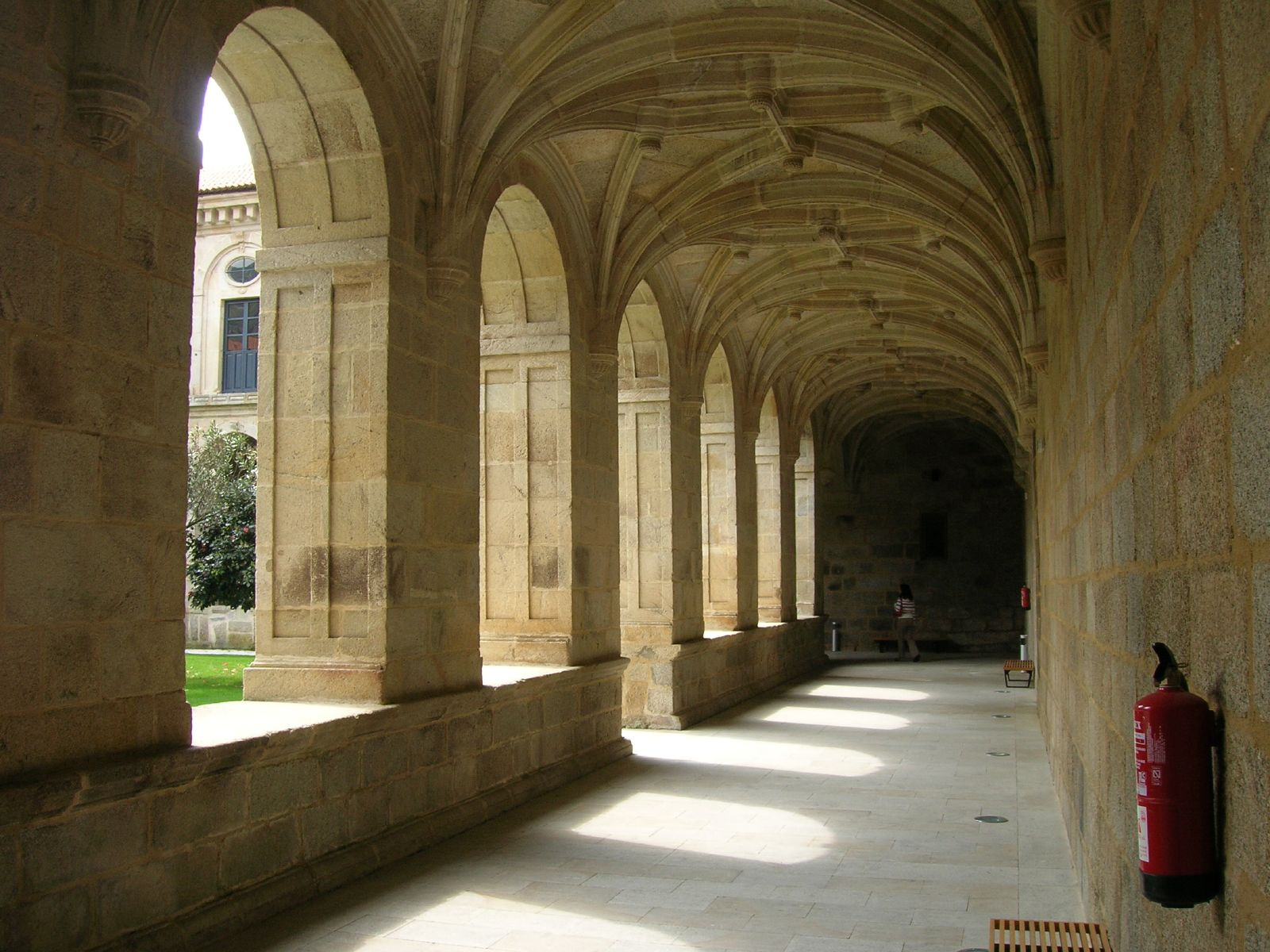
Claustro reglar ou processional, planta baixa detalhe das abóbadas de crucéria

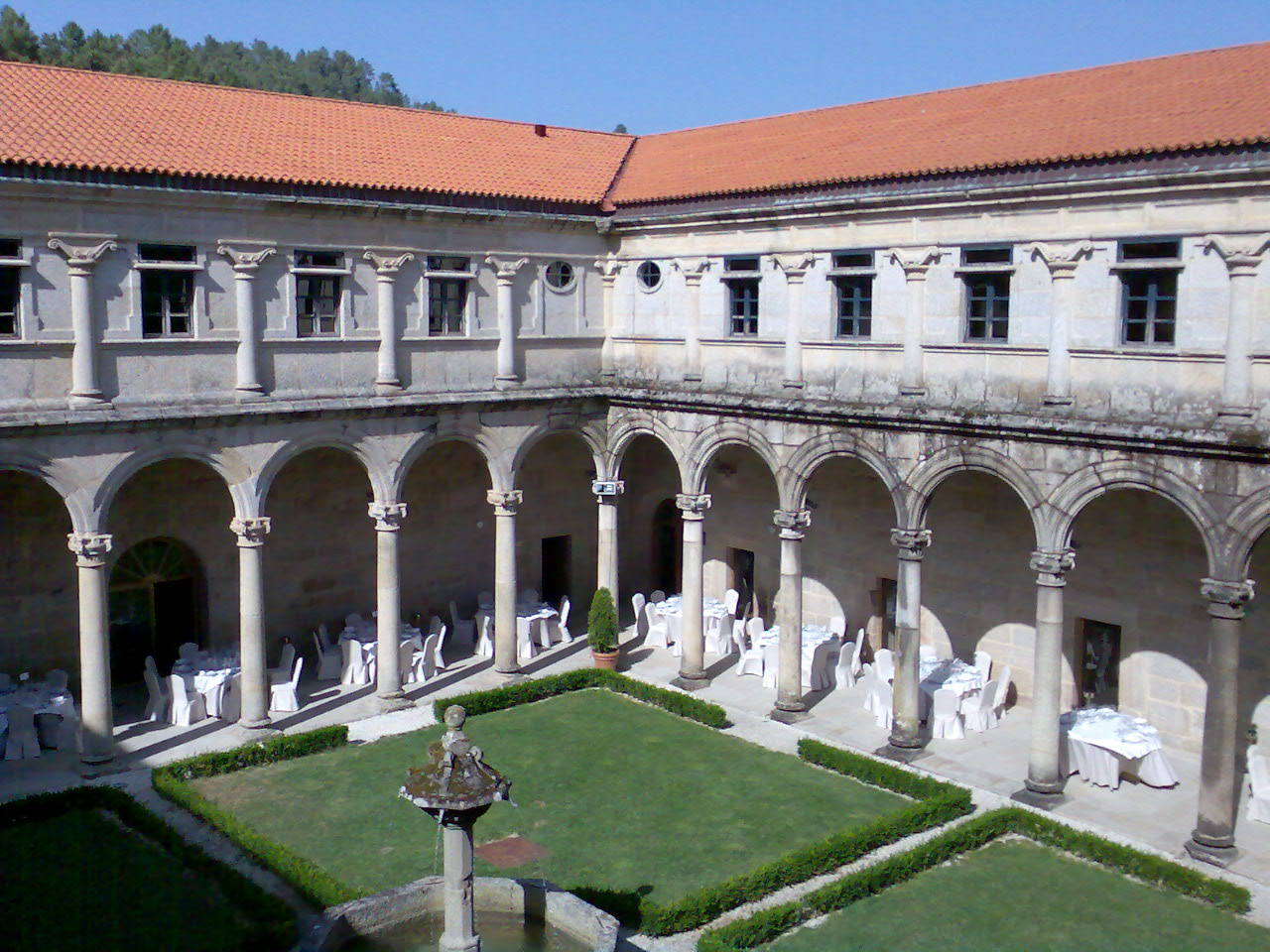
Claustro oriental ou doméstico

Conserva dois claustros, o ocidental  mistura dos estilos gótico e classicista, e o oriental de claro estilo renascentista, obra da escola de Rodrigo Gil de Hontañón.
Ao ocidental ou processional chega-se através de um zaguão, à esquerda do qual se abre a atual recepção do hotel. É de planta quadrada, com vinte e oito arcos de volta perfeita e abóbada de aresta de estrela, de nervos profusamente moldurados, com chaves pênsils. O piso superior amostra similares arcos de volta perfeita sobre impostas lisas com janela retangular e um óculo ovalado. Construiu-o no século XVII o mestre Pedro de la Sierra, discípulo de Simón Monesterio. Adorna-se com uma camélia, um oleandro e um relógio de sol.
O oriental ou doméstico estrutura-se num primeiro piso com trinta e dois arcos de meio ponto sobre esbeltas colunas, às vezes com medalhões nas enxutas, e um segundo piso a maioria das vezes com dintéis sobre sapatas apoiadas em colunas.

### A fachada
Na fachada renascentista do mosteiro situam-se três escudos na parte superior do balcão: o escudo da Abadia, o da Espanha, com a águia bicéfala, e o da Congregação cisterciense de Castela à que pertencia o mosteiro quando se construiu a fachada.

## Situação atual
Em nossos dias encontra-se completamente restaurado e alberga um hotel monumento de quatro estrelas, sendo visitáveis grande parte das suas estâncias. O restauro foi financiada pela Xunta de Galicia nas suas três quartas partes e pela cadeia hoteleira Hotusa, que oferece 25 quartos e diversas salas. Além disso, estão-se a recuperar as vides e terras do seu redor.
Os claustros podem-se visitar praticamente todo o dia; a igreja abre os domingos para a missa, embora se pode visitar se se solicita na recepção.